# Taraxacum zajacii
Taraxacum zajacii — вид квіткових рослин з родини айстрових (Asteraceae). Ендемік Польщі; це багаторічна рослина помірних біомів.

## Середовище проживання
Taraxacum zajacii наразі відомий лише з одної місцевості в Харті на передгір'ї Pogórze Dynowskie. Дуже поширений (кілька тисяч рослин) на вологому лузі.

## Морфологічна характеристика
Рослини від середніх до великих, досить міцні. Листки прямі, злегка подовжені, середньо- або темно-зелені, голі або ледь запушені, листки глибоко розділені, бічні частки трикутні, рідше дельтоподібні, іноді злегка загнуті, по 2–3(4) зазвичай правильні пари, верхній край бічних часток цілокраїй, зазвичай прямий, рідше злегка опуклий або увігнутий, нижній край цілокраїй, зазвичай прямий або злегка увігнутий, міждолі зазвичай з темною облямівкою, цілокраї, іноді з дрібними зубцями. Кінцева частка зазвичай велика, більша за бічні частки, стрімка, рідше стрілоподібна. Черешок вузький і пурпуровий. Стеблини зеленувато-бурі, голі, лише під головкою ледь запушені. Зовнішні приквітки (12)13–19 нещільно притиснуті, на головці старшого віку часто прямі або злегка розгорнуті, зазвичай складчасті, майже гладкі або з короткими війками, темно-зелені або чорно-зелені, широколанцетні або яйцювато-ланцетні, зазвичай (8)9–12 мм завдовжки, (3,8)4–5 мм завширшки. Квіткові голови жовті, великі, (4)4.5–5(5.2) см у діаметрі, смужка на зовнішніх язичках червоно-сіра, зубці внутрішніх язичків жовті або червонувато-жовті. Пилок відносно великий. Сім'янки завдовжки (4)4.2–4.8(5) мм, папус 6.5–7.5 мм завдовжки.